# Greatest Hits: Souvenir Edition
Greatest Hits: Souvenir Edition é um álbum de grandes sucessos do cantor e compositor porto-riquenho Ricky Martin. Foi lançado exclusivamente na Austrália, Nova Zelândia e Taiwan em 12 de abril de 2013.
No ano do lançamento, Ricky Martin tinha terminado em janeiro sua participação como ator no musical Evita e integrava o júri da segunda temporada do programa de TV The Voice, na Austrália, junto com os cantores Seal, Joel Madden e Delta Goodrem.
O álbum foi lançado em um combo contendo um CD e um DVD e apresenta todos os maiores sucessos de Martin entre os anos de 1995 e 2011, incluindo: "María", "The Cup of Life" , "Livin' la Vida Loca", "She Bangs", "She's All I Ever Had", "Shake Your Bon-Bon" e "The Best Thing About Me Is You" (com a participação especial da cantora inglesa Joss Stone).
O DVD inclui o EPK do álbum Almas del Silencio, de 2003, o documentário do álbum Life, lançado em 2006, e videoclipes remasterizados que fizeram sucesso e ganharam prêmios, tais como: "Te extraño, te olvido", "Non siamo soli" (com o cantor italiano Eros Ramazzotti), "La bomba", "The Best Thing About Me Is You" e Nobody Wants to Be Lonely" (com a cantora estadunidense de música pop Christina Aguilera)
Martin promoveu o álbum durante a sua turnê de 2013, que teve shows na Austrália, América do Norte, América do Sul, e África.
A recepção dos críticos especializados em música foi favorável. Em sua resenha para o site AllMusic, Stephen Thomas Erlewine escreveu que embora a compilação possa ser um pouco dispersa ao tentar cobrir toda a carreira do cantor, ela é uma ótima amostra dos momentos de sucesso de sua carreira.

## Lista de faixas
- Créditos adaptados do encarte do CD/DVD Greatest Hits: Souvenir Edition.[16]

| Greatest Hits: Souvenir Edition — CD |                                                                      |                                                                           |                                           |         |  |
| N.º                                  | Título                                                               | Compositor(es)                                                            | Produtor(es)                              | Duração |  |
| 1.                                   | "Livin' la Vida Loca"                                                | Desmond Child, Robi Rosa                                                  | Desmond Child, Rosa                       | 4:03    |  |
| 2.                                   | "María" (Pablo Flores Spanglish Radio Edit)                          | Rosa, K. C. Porter, Luis Gomez Escolar                                    | Porter, Rosa, Pablo Flores, Javier Garza  | 4:31    |  |
| 3.                                   | "She Bangs" (English Edit)                                           | Rosa, Walter Afanasieff, Desmond Child                                    | Rosa, Walter Afanasieff, Desmond Child    | 4:05    |  |
| 4.                                   | "Shake Your Bon-Bon"                                                 | George Noriega, Rosa, Desmond Child                                       | Noriega, Rosa                             | 3:11    |  |
| 5.                                   | "Nobody Wants to Be Lonely" (com Christina Aguilera)                 | Desmond Child, Gary Burr, Victoria Shaw                                   | Afanasieff                                | 4:11    |  |
| 6.                                   | "The Cup of Life (La Copa de la Vida)" (Crowd Noise)                 | Rosa, Desmond Child                                                       | Rosa, Desmond Child                       | 4:33    |  |
| 7.                                   | "La Bomba"                                                           | Rosa, Porter, Escolar                                                     | Porter, Rosa                              | 4:36    |  |
| 8.                                   | "Private Emotion" (participação de Meja)                             | Eric Bazilian, Rob Hyman                                                  | Desmond Child, Rosa                       | 4:02    |  |
| 9.                                   | "She's All I Ever Had"                                               | Jon Secada, Rosa, Noriega                                                 | Secada, Noriega, Rosa                     | 4:55    |  |
| 10.                                  | "Come to Me"                                                         | Rosa, David Resnik, James Goodwin                                         | Noriega, Emilio Estefan                   | 4:32    |  |
| 11.                                  | "The Best Thing About Me Is You" (featuring Joss Stone)              | Enrique Martin-Morales, Bazilian, Andreas Carlsson, Desmond Child         | Desmond Child                             | 3:37    |  |
| 12.                                  | "Spanish Eyes/Lola, Lola" (Medley, música do DVD/VHS One Night Only) | Rosa, Desmond Child, Porter, Escolar                                      | Desmond Child, Porter, Rosa               | 5:49    |  |
| 13.                                  | "Loaded" (George Noriega Radio Edit 2)                               | George Noriega, Rosa, Secada                                              | Rosa, Noriega, Estefan                    | 3:50    |  |
| 14.                                  | "It's Alright"                                                       | Danny López, Soraya Lamilla, Javier García, George Pajon Jr.              | will.i.am, López, Pajon Jr., Ricky Martin | 3:33    |  |
| 15.                                  | "Pégate" (MTV Unplugged version)                                     | Martin-Morales, Tommy Torres, Roy Tavaré                                  | Torres, David Cabrera                     | 4:07    |  |
| 16.                                  | "Más" (Wally López Bilingual Remix)                                  | Martin-Morales, Marco Masís, Claudia Brant, Ferras Alqaisi, Desmond Child | Desmond Child, Wally López                | 4:28    |  |
| 17.                                  | "Shine"                                                              | Martin-Morales, Dan Keyes, Desmond Child                                  | Desmond Child                             | 4:47    |  |
| 18.                                  | "Liar"                                                               | Martin-Morales, Lauren Christy, Alqaisi, Desmond Child                    | Desmond Child                             | 3:28    |  |

| DVD |                                                    |         |  |
| N.º | Título                                             | Duração |  |
| 1.  | "María"                                            | 4:32    |  |
| 2.  | "Te Extraño, Te Olvido, Te Amo"                    | 3:59    |  |
| 3.  | "La Copa de la Vida" (Spanglish Version)           | 4:06    |  |
| 4.  | "La Bomba"                                         | 3:45    |  |
| 5.  | "Livin' la Vida Loca"                              | 3:42    |  |
| 6.  | "She's All I Ever Had"                             | 4:14    |  |
| 7.  | "Shake Your Bon-Bon"                               | 3:02    |  |
| 8.  | "Private Emotion" (featuring Meja)                 | 4:00    |  |
| 9.  | "She Bangs"                                        | 4:05    |  |
| 10. | "Loaded"                                           | 4:09    |  |
| 11. | "Nobody Wants to Be Lonely"                        | 4:10    |  |
| 12. | "Jaleo"                                            | 3:44    |  |
| 13. | "Juramento"                                        | 3:28    |  |
| 14. | "Déjate Llevar"                                    | 3:26    |  |
| 15. | "Non siamo soli" (with Eros Ramazzotti)            | 3:40    |  |
| 16. | "Lo Mejor de Mi Vida Eres Tú"                      | 4:02    |  |
| 17. | "Life Album Documentary" (Behind the scenes video) | 11:21   |  |
| 18. | "Almas del Silencio EPK"                           | 9:20    |  |

## Tabelas
| Tabela musical (2013) | Melhor posição |
| --------------------- | -------------- |
| Austrália (ARIA)      | 2              |
| Nova Zelândia (RMNZ)  | 20             |

| Tabela musical (2013)    | Posição |
| ------------------------ | ------- |
| Australian Albums (ARIA) | 45      |

## Certificações e vendas
| Região                                                                                             | Certificação | Vendas  |
| -------------------------------------------------------------------------------------------------- | ------------ | ------- |
| Austrália (ARIA)                                                                                   | Ouro         | 35,000^ |
| *números de vendas baseados somente na certificação ^distribuições baseadas apenas na certificação |              |         |